# Forth (flod)

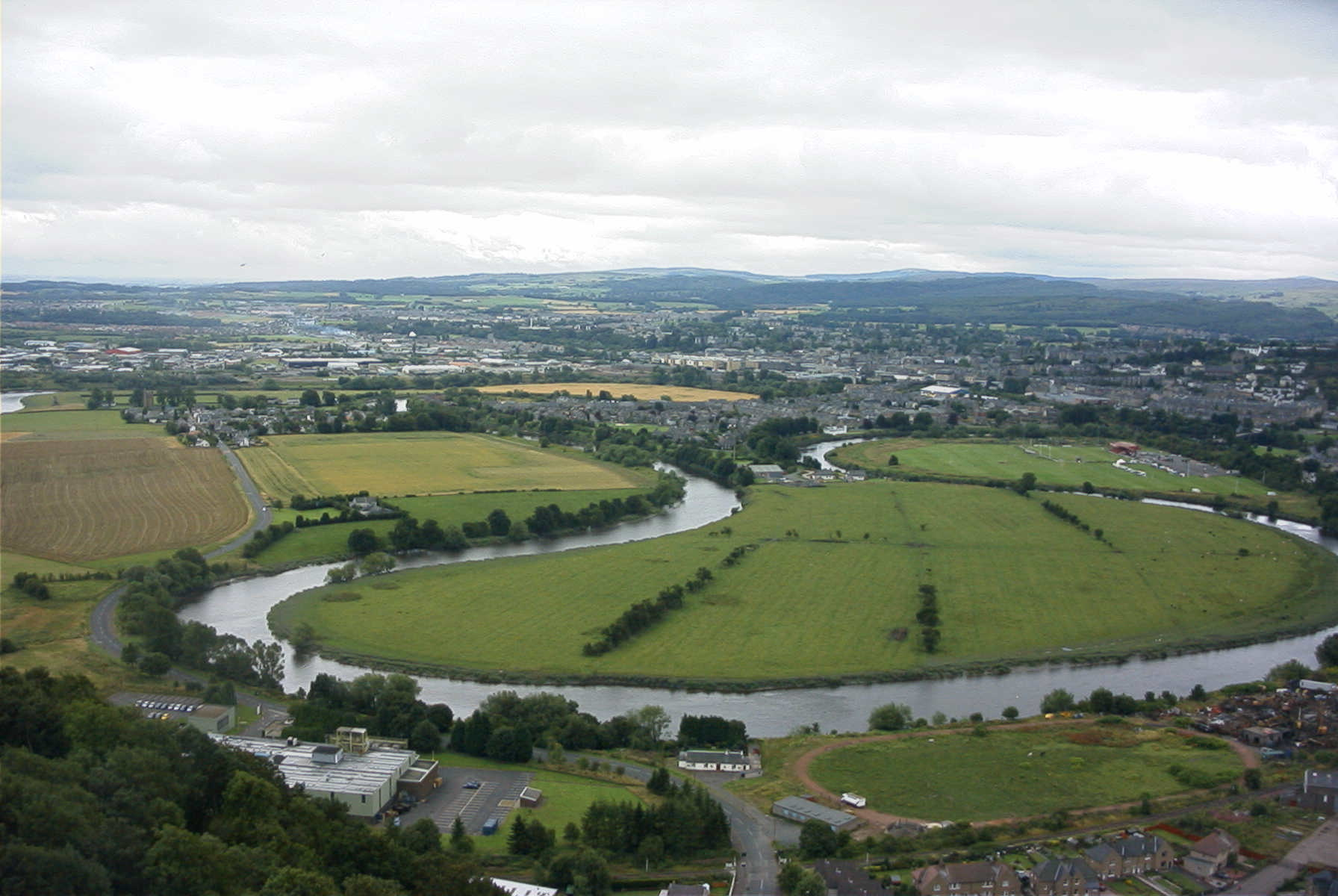
Forth meandrar sig fram i det skotska landskapet.

Forth (engelska: River Forth, gaeliska: Uisge For eller Abhainn Dhubh) är en 63 km lång flod (90 km med längsta källflöde) i Skottland som rinner österut från Grampianbergen och vid Kincardine mynnar i estuariet Firth of Forth i Nordsjön. Största biflod är Teith.